# Matthew Pennycook
Matthew Pennycook (Londra, 29 ottobre 1982) è un politico inglese, parlamentare del Partito Laburista e deputato alla Camera dei Comuni per il collegio uninominale londinese di Greenwich e Woolwich dal 2015.